# Mauro Baldi
Mauro Baldi (Reggio Emilia, 31 de janeiro de 1954) é um ex-automobilista italiano de Fórmula 1 que correu pelas equipes Arrows, Alfa Romeo e Spirit.

## Carreira

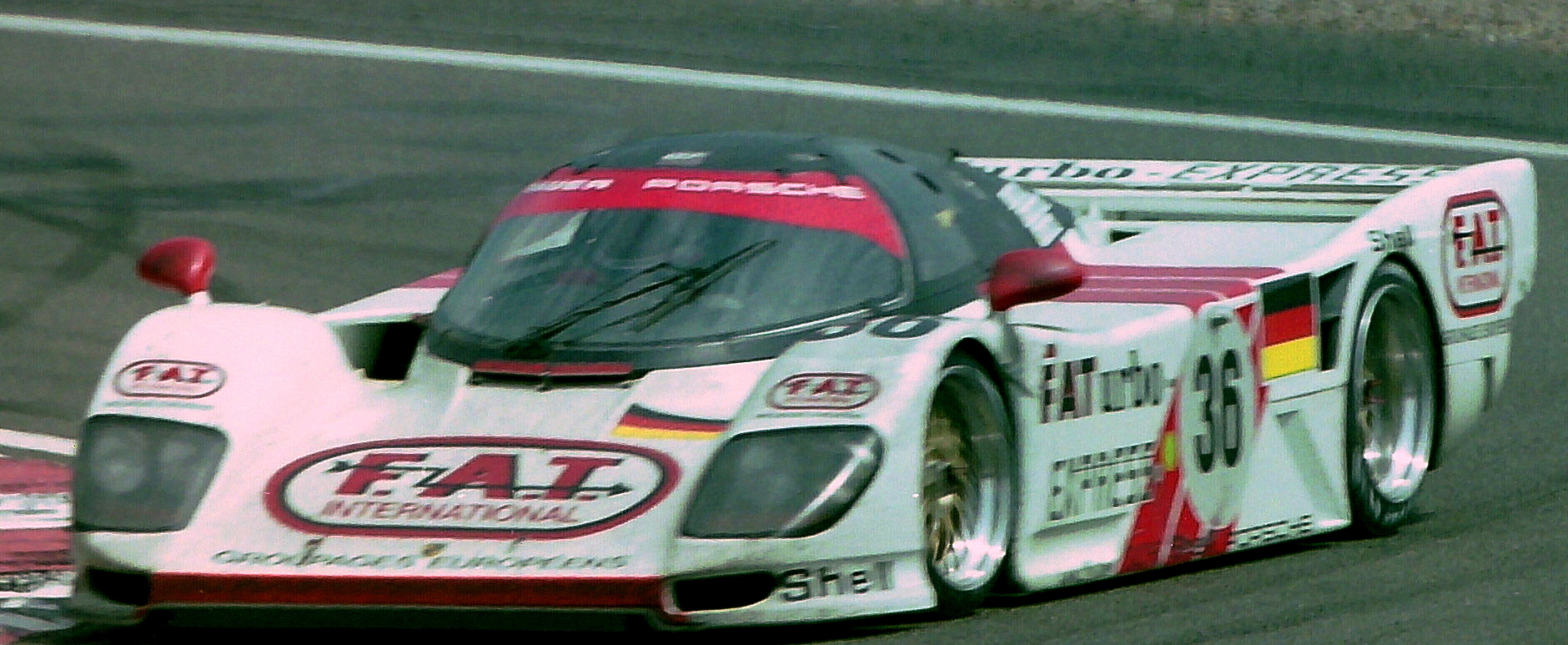
Carro de Baldi nas 24 Horas de Le Mans de 1994.

Iniciou sua carreira no rali em 1972 e passou a correr em autódromos em 1975 com a copa Renault 5 italiana. Em 1980, ele tornou-se um dos melhores pilotos da Fórmula 3, ganhando o Grande Prêmio de Mônaco e o campeonato europeu da categoria, com 8 vitórias. Em 1982 ele se inscreveu para correr pela Arrows, antes de mudar-se para a Alfa Romeo em 1983, obtendo um 5º lugar em Zandvoort, palco do Grande Prêmio da Holanda. Quando a Benetton tornou-se um patrocinador da Alfa Romeo em 1984, Baldi perdeu sua vaga, e juntou-se à equipe Spirit, onde permaneceria até 1985, quando a equipe fechou as portas por falta de patrocínio.
Depois de aposentar-se da Fórmula 1, Baldi teve uma carreira de sucesso nas corridas de carros esportivos, dirigindo para a equipe Martini-Lancia em 1984 e 1985. Em 1986, pilotou um Porsche 956 da Richard Lloyd Racing, retornando a dirigir em 1988 com a equipe Sauber-Mercedes, na qual Baldi ganhou o Campeonato Mundial de Carros Esportivos de 1990, dividindo o carro com o francês Jean-Louis Schlesser. Em 1991 e 1992, ele dirigiu pela Peugeot, e neste período teve um breve retorno para a F-1, fazendo a maior parte dos testes de direção para o projeto "Modena Lambo".
Aos 40 anos de idade, ele ganhou a corrida de 24 Horas de Le Mans em 1994, dividindo a Dauer (uma Porsche 962 modificada com Yannick Dalmas e Hurley Haywood). Também ganhou a 24 Horas de Daytona e a 12 Horas de Sebring, as duas mais importantes corridas de longa duração dos Estados Unidos, em 1998 com Arie Luyendyk e Didier Theys. Ainda chegou a disputar o GP de Mid-Ohio da CART com a Dale Coyne Racing, também em 1994.

### Fórmula 1[1]
(legenda)
| Ano  | Equipe                   | Chassis         | Motor                    | 1         | 2         | 3         | 4         | 5         | 6         | 7         | 8         | 9        | 10        | 11        | 12        | 13        | 14        | 15        | 16        | Pontos | Posição  |
| ---- | ------------------------ | --------------- | ------------------------ | --------- | --------- | --------- | --------- | --------- | --------- | --------- | --------- | -------- | --------- | --------- | --------- | --------- | --------- | --------- | --------- | ------ | -------- |
| 1982 | Arrows Racing Team       | Arrows A4       | Ford Cosworth DFV V8     | AFS NQ P  | BRA 10º P | USW NQ P  | SMR       | BEL Ret P | MON NQ P  | USE Ret P | CAN 8º P  | HOL 6º P | GBR 9º P  | FRA Ret P | ALE Ret P | AUT 6º P  | SUI NQ P  |           | LVG 11º P | 2      | 25º      |
| 1982 | Arrows Racing Team       | Arrows A5       | Ford Cosworth DFV V8     |           |           |           |           |           |           |           |           |          |           |           |           |           |           | ITA 12º P |           | 2      | 25º      |
| 1983 | Marlboro Team Alfa Romeo | Alfa Romeo 183T | Alfa Romeo 890T V8 Turbo | BRA Ret M | USW Ret M | FRA Ret M | SMR 10º M | MON 6º M  | BEL Ret M | USE 12º M | CAN 10º M | GBR 7º M | ALE Ret M | AUT Ret M | HOL 5º M  | ITA Ret M | EUR Ret M | AFS Ret M |           | 3      | 16º      |
| 1984 | Spirit Racing            | Spirit 101      | Hart 415T L4 Turbo       | BRA Ret P | AFS 8º P  | BEL Ret P | SMR 8º P  | FRA Ret P | MON NQ P  | CAN       | USE       | DAL      | GBR       | GER       | AUT       | NED       | ITA       | EUR 8º P  | POR 15º P | 0      | NC (25º) |
| 1985 | Spirit Enterprises Ltd   | Spirit 101D     | Hart 415T L4 Turbo       | BRA Ret P | POR Ret P | SMR Ret P | MON       | CAN       | USE       | FRA       | GBR       | GER      | AUT       | NED       | ITA       | BEL       | EUR       | RSA       | AUS       | 0      | NC       |

### 24 Horas de Daytona
| Ano  | Equipe                  | Nº | Co-Pilotos                                       | Chassi                | Motor                     | Pneus | Classe | Voltas | Posição Final | Posição Na Classe |
| ---- | ----------------------- | -- | ------------------------------------------------ | --------------------- | ------------------------- | ----- | ------ | ------ | ------------- | ----------------- |
| 1988 | Uniroyal Goodrich       | 67 | Massimo Sigala Bob Wollek Brian Redman           | Porsche 962           | Porsche 3.0L Flat 6 Turbo | BF    | GTP    | 727    | 2º            | 2º                |
| 1989 | Torno-Momo              | 30 | Massimo Sigala Giampiero Moretti Stanley Dickens | Porsche 962           | Porsche 3.0L Flat 6 Turbo | G     | GTP    | 80     | DNF           | DNF               |
| 1990 | BFG/Miller High Life    | 67 | Kevin Cogan John Paul Jr.                        | Nissan GTP ZX-Turbo   | Nissan 3.0L V6 Turbo      | BF    | GTP    | 397    | 25º           | 6º                |
| 1995 | Scandia Racing Team     | 33 | Michele Alboreto Stefan Johansson                | Ferrari 333 SP        | Ferrari F310E 4.0L V12    | P     | WSC    | 405    | DNF           | DNF               |
| 1996 | Scandia Racing Team     | 3  | Michele Alboreto Fermín Vélez                    | Ferrari 333 SP        | Ferrari F310E 4.0L V12    | P     | WSC    | 106    | DNF           | DNF               |
| 1998 | Doran/Moretti Racing    | 3  | Giampiero Moretti Arie Luyendyk Didier Theys     | Ferrari 333 SP        | Ferrari F310E 4.0L V12    | Y     | CA     | 711    | 1º            | 1º                |
| 1999 | Doran Racing            | 72 | Didier Theys Fredy Lienhard Arie Luyendyk        | Ferrari 333 SP        | Ferrari F310E 4.0L V12    | M     | CA     | 632    | 8º            | 6º                |
| 2000 | Doran Enterprises, Inc. | 27 | Didier Theys Fredy Lienhard Ross Bentley         | Ferrari 333 SP        | Ferrari F310E 4.0L V12    | M     | SR     | 132    | DNF           | DNF               |
| 2001 | Doran Enterprises, Inc. | 27 | Didier Theys Fredy Lienhard Ross Bentley         | Crawford SSC2K        | Judd 4.0 L V10            | Y     | SRP    | 181    | DNF           | DNF               |
| 2002 | Doran Lista Racing      | 27 | Didier Theys Fredy Lienhard Max Papis            | Dallara SP1           | Judd 4.0 L V10            | G     | SRP    | 716    | 1º            | 1º                |
| 2003 | Ferri Competizione      | 34 | Justin Keen Eric van de Poele Ryan Hampton       | Ferrari 360 Modena GT | Ferrari 3.6 L V8          | D     | GT     | 638    | 11º           | 5º                |

### 12 Horas de Sebring
| Ano  | Equipe              | Nº | Co-Pilotos                         | Chassi         | Motor                  | Pneus | Classe | Voltas | Posição Final | Posição Na Classe |
| ---- | ------------------- | -- | ---------------------------------- | -------------- | ---------------------- | ----- | ------ | ------ | ------------- | ----------------- |
| 1995 | Scandia Motorsports | 33 | Michele Alboreto Eric van de Poele | Ferrari 333 SP | Ferrari F310E 4.0L V12 | P     | WSC    | 256    | 4º            | 4º                |
| 1996 | Scandia Engineering | 3  | Andy Evans Michele Alboreto        | Ferrari 333 SP | Ferrari F310E 4.0L V12 | P     | WSC    | 330    | 2º            | 2º                |
| 1998 | MOMO Doran Racing   | 30 | Didier Theys Gianpiero Moretti     | Ferrari 333 SP | Ferrari F310E 4.0L V12 | Y     | WSC    | 319    | 1º            | 1º                |
| 1999 | Doran Enterprises   | 27 | Didier Theys Fredy Lienhard        | Ferrari 333 SP | Ferrari F310E 4.0L V12 | M     | LMP    | 107    | DNF           | DNF               |
| 2000 | Doran Lista Racing  | 27 | Didier Theys Fredy Lienhard        | Ferrari 333 SP | Judd GV4 4.0 L V10     | M     | LMP    | 337    | 5º            | 5º                |
| 2002 | Doran Lista Racing  | 27 | Didier Theys Fredy Lienhard        | Dallara SP1    | Judd GV4 4.0 L V10     | Y     | LMP900 | 20     | DNF           | DNF               |

### 24 Horas de Le Mans[2]
| Ano  | Equipe                            | Nº | Co-Pilotos                            | Chassi                             | Pneus | Classe | Voltas | Posição Final | Posição Na Categoria |
| Ano  | Equipe                            | Nº | Co-Pilotos                            | Motor                              | Pneus | Classe | Voltas | Posição Final | Posição Na Categoria |
| ---- | --------------------------------- | -- | ------------------------------------- | ---------------------------------- | ----- | ------ | ------ | ------------- | -------------------- |
| 1984 | Martini Racing                    | 5  | Paolo Barilla Hans Heyer              | Lancia LC2                         | D     | C1     | 275    | DNF           | DNF                  |
| 1984 | Martini Racing                    | 5  | Paolo Barilla Hans Heyer              | Ferrari 308C 3.0 L V8 Turbo        | D     | C1     | 275    | DNF           | DNF                  |
| 1985 | Martini Lancia                    | 5  | Henri Pescarolo                       | Lancia LC2                         | M     | C1     | 358    | 7º            | 7º                   |
| 1985 | Martini Lancia                    | 5  | Henri Pescarolo                       | Ferrari 308C 3.0 L V8 Turbo        | M     | C1     | 358    | 7º            | 7º                   |
| 1986 | Liqui Moly Equipe                 | 14 | Price Cobb Rob Dyson                  | Porsche 956 GTi                    | G     | C1     | 318    | 9º            | 7º                   |
| 1986 | Liqui Moly Equipe                 | 14 | Price Cobb Rob Dyson                  | Porsche Type-935 2.6L Turbo Flat-6 | G     | C1     | 318    | 9º            | 7º                   |
| 1988 | Team Sauber Mercedes              | 61 | James Weaver Jochen Mass              | Sauber C9                          | M     | C1     | -      | DNS           | DNS                  |
| 1988 | Team Sauber Mercedes              | 61 | James Weaver Jochen Mass              | Mercedes-Benz M117 5.0L V8 Turbo   | M     | C1     | -      | DNS           | DNS                  |
| 1989 | Team Sauber Mercedes              | 61 | Kenny Acheson Gianfranco Brancatelli  | Sauber C9                          | M     | C1     | 384    | 2º            | 2º                   |
| 1989 | Team Sauber Mercedes              | 61 | Kenny Acheson Gianfranco Brancatelli  | Mercedes-Benz M119 5.0L V8 Turbo   | M     | C1     | 384    | 2º            | 2º                   |
| 1991 | Peugeot Talbot Sport              | 5  | Philippe Alliot Jean-Pierre Jabouille | Peugeot 905                        | M     | C1     | 22     | DNF           | DNF                  |
| 1991 | Peugeot Talbot Sport              | 5  | Philippe Alliot Jean-Pierre Jabouille | Peugeot SA35 3.5L V10              | M     | C1     | 22     | DNF           | DNF                  |
| 1992 | Peugeot Talbot Sport              | 2  | Philippe Alliot Jean-Pierre Jabouille | Peugeot 905 Evo 1B                 | M     | C1     | 345    | 3º            | 3º                   |
| 1992 | Peugeot Talbot Sport              | 2  | Philippe Alliot Jean-Pierre Jabouille | Peugeot SA35 3.5L V10              | M     | C1     | 345    | 3º            | 3º                   |
| 1993 | Peugeot Talbot Sport              | 2  | Philippe Alliot Jean-Pierre Jabouille | Peugeot 905 Evo 1B                 | M     | C1     | 367    | 3º            | 3º                   |
| 1993 | Peugeot Talbot Sport              | 2  | Philippe Alliot Jean-Pierre Jabouille | Peugeot SA35 3.5L V10              | M     | C1     | 367    | 3º            | 3º                   |
| 1994 | Le Mans Porsche Team Joest Racing | 36 | Yannick Dalmas Hurley Haywood         | Dauer 962 Le Mans                  | G     | GT1    | 344    | 1º            | 1º                   |
| 1994 | Le Mans Porsche Team Joest Racing | 36 | Yannick Dalmas Hurley Haywood         | Porsche Type-935 3.0L Turbo Flat-6 | G     | GT1    | 344    | 1º            | 1º                   |
| 1997 | Konrad Motorsport                 | 28 | Franz Konrad Robert Nearn             | Porsche 911 GT1                    | P     | GT1    | 138    | DNF           | DNF                  |
| 1997 | Konrad Motorsport                 | 28 | Franz Konrad Robert Nearn             | Porsche 3.2L Turbo Flat-6          | P     | GT1    | 138    | DNF           | DNF                  |
| 1998 | Moretti Racing                    | 3  | Gianpiero Moretti Didier Theys        | Ferrari 333 SP                     | Y     | LMP1   | 311    | 14º           | 3º                   |
| 1998 | Moretti Racing                    | 3  | Gianpiero Moretti Didier Theys        | Ferrari F310E 4.0L V12             | Y     | LMP1   | 311    | 14º           | 3º                   |
| 1999 | JB Racing                         | 29 | Jérôme Policand Christian Pescatori   | Ferrari 333 SP                     | P     | LMP    | 71     | DNF           | DNF                  |
| 1999 | JB Racing                         | 29 | Jérôme Policand Christian Pescatori   | Ferrari F130E 4.0L V12             | P     | LMP    | 71     | DNF           | DNF                  |
| 2000 | Team Den Blå Avis                 | 10 | John Nielsen Klaus Graf               | Panoz LMP-1 Roadster-S             | P     | LMP900 | 205    | NC            | NC                   |
| 2000 | Team Den Blå Avis                 | 10 | John Nielsen Klaus Graf               | Élan 6L8 6.0L V8                   | P     | LMP900 | 205    | NC            | NC                   |